# Pitcairnia cerrateana
Pitcairnia cerrateana är en gräsväxtart som beskrevs av Lyman Bradford Smith. Pitcairnia cerrateana ingår i släktet Pitcairnia och familjen Bromeliaceae. Inga underarter finns listade i Catalogue of Life.